# S/2003 J 16
S/2003 J 16 es un satélite irregular retrógrado de Júpiter. Fue descubierto por un grupo de astrónomos dirigidos por Brett J. Gladman en 2003.
Tiene aproximadamente 2 kilómetros de diámetro, y orbita a Júpiter a una distancia media de 20,744 millones de km en 610,362 días, tiene una inclinación de 151° de la eclíptica (149° del ecuador de Júpiter), en una dirección retrógrada y con una excentricidad de 0,3185.
Pertenece al grupo de Ananké, satélites retrógrados irregulares en órbita alrededor de Júpiter entre 19,3 y 22,7 millones de km, con inclinaciones de unos 150°.